# Šípky

Řez květem růže, nákres

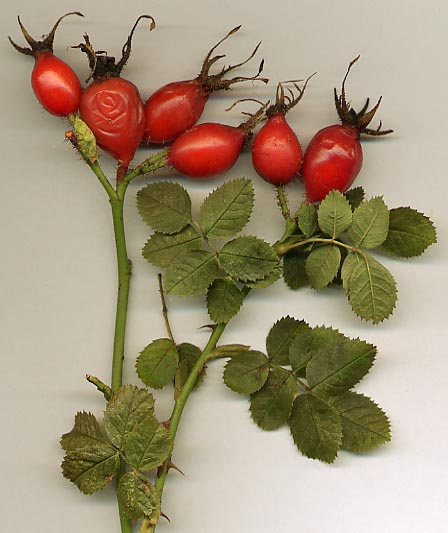
Šípky růže vinné (Rosa rubiginosa)

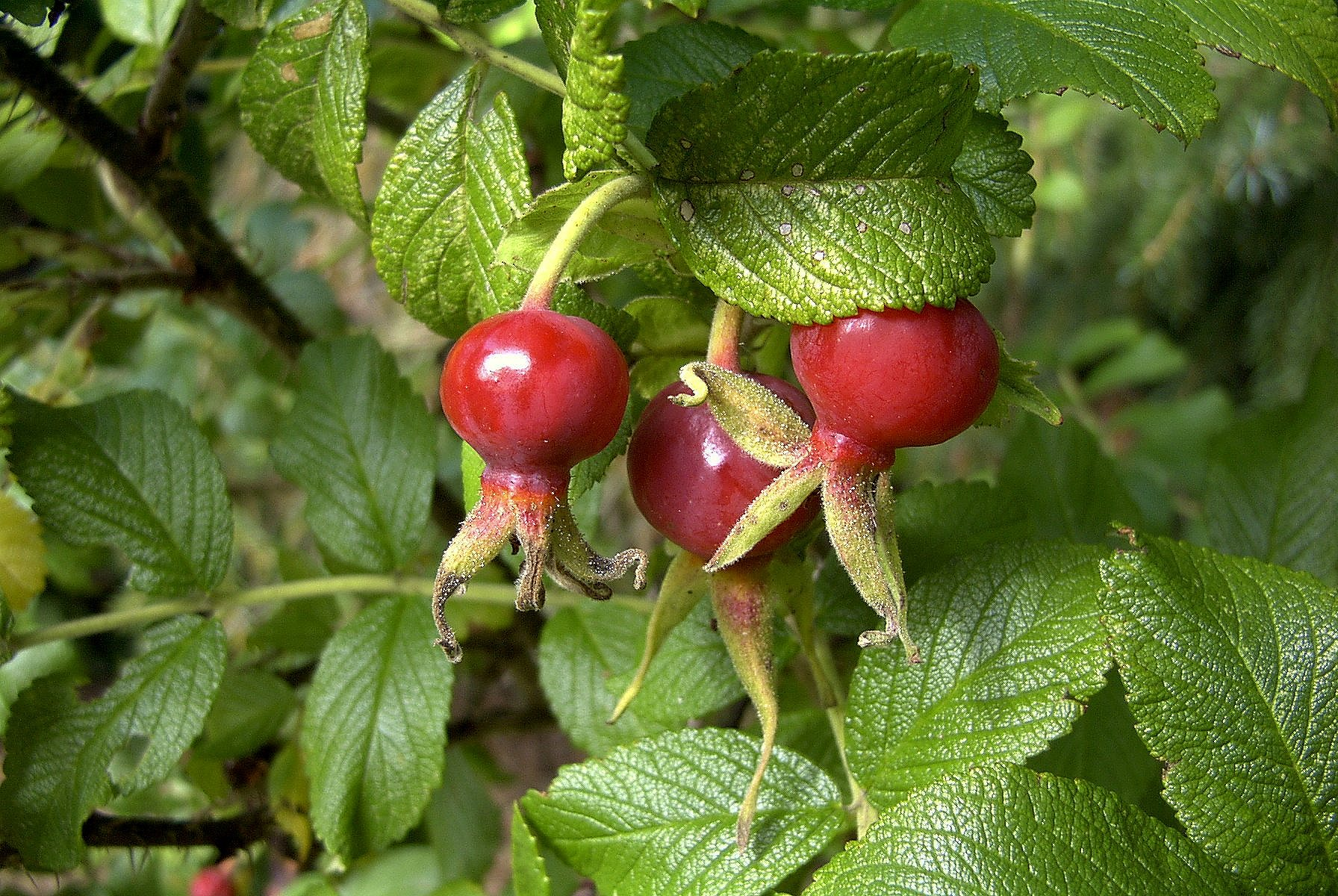
Šípky růže svraskalé (Rosa rugosa)

Šípek je označení pro plod růže. Nejedná se v pravém smyslu o plod, ale o složené souplodí nažek, na jehož vzniku se podílejí i další části květu. Šípky růží z okruhu růže šípkové jsou využívány jako potravina a léčivo.

## Popis šípku
Šípek (lat. pometum) je z hlediska morfologie složené souplodí, na jehož stavbě se podílejí nejen jednotlivé plody (nažky), ale i češule květu a květní lůžko. Šípky mají kulovitý až protáhlý tvar, nejčastěji jsou červenooranžové, červené nebo až černofialové, na povrchu mohou být hladké či ostnité (např. růže Roxburghova, Rosa roxburghii). Na vrcholu šípku je prstencovitý límeček, tzv. disk, tvořený zbytky tyčinek, kalicha a čnělek. V jeho středu je otvor nazývaný ústí. Obal šípku je většinou dužnatý.
Nažky uvnitř šípku, vzniklé z jednotlivých volných (apokarpních) pestíčků, jsou obklopené jemnými chloupky.

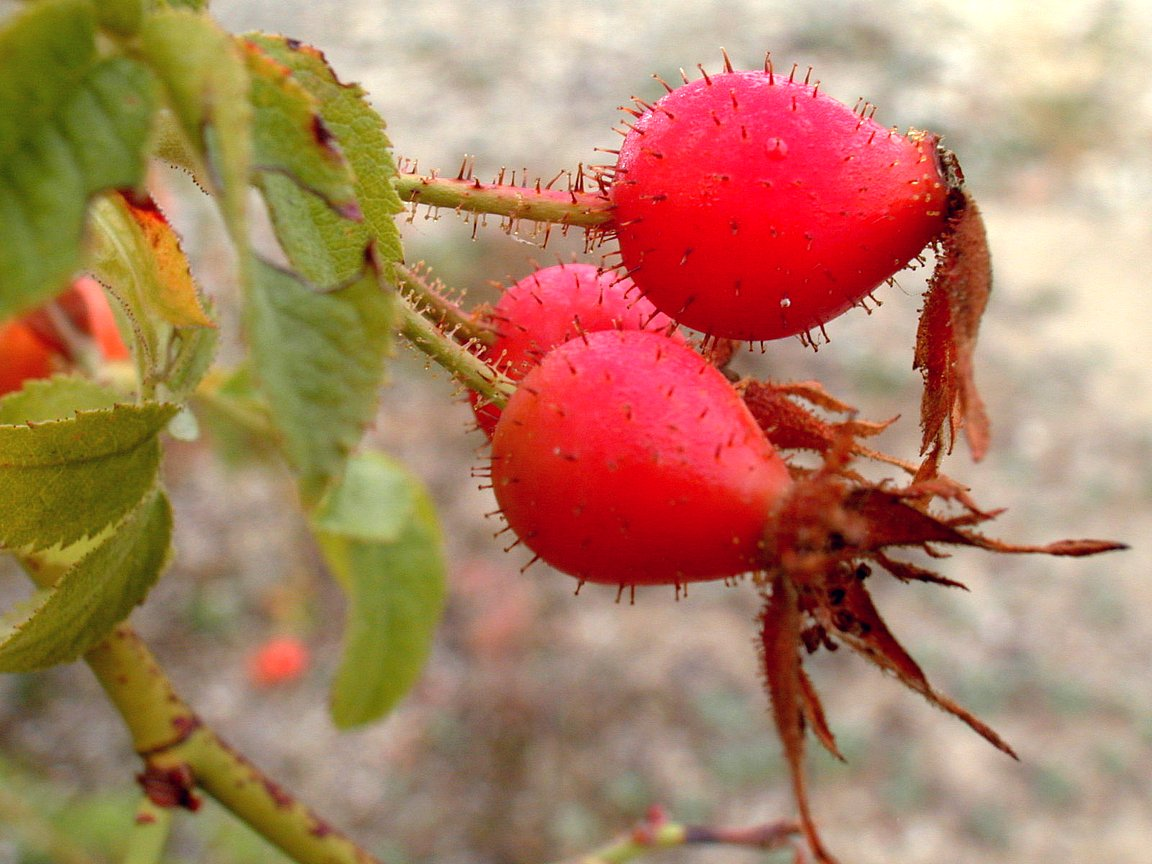
Stopkatě žlaznaté šípky Rosa rubiginosa
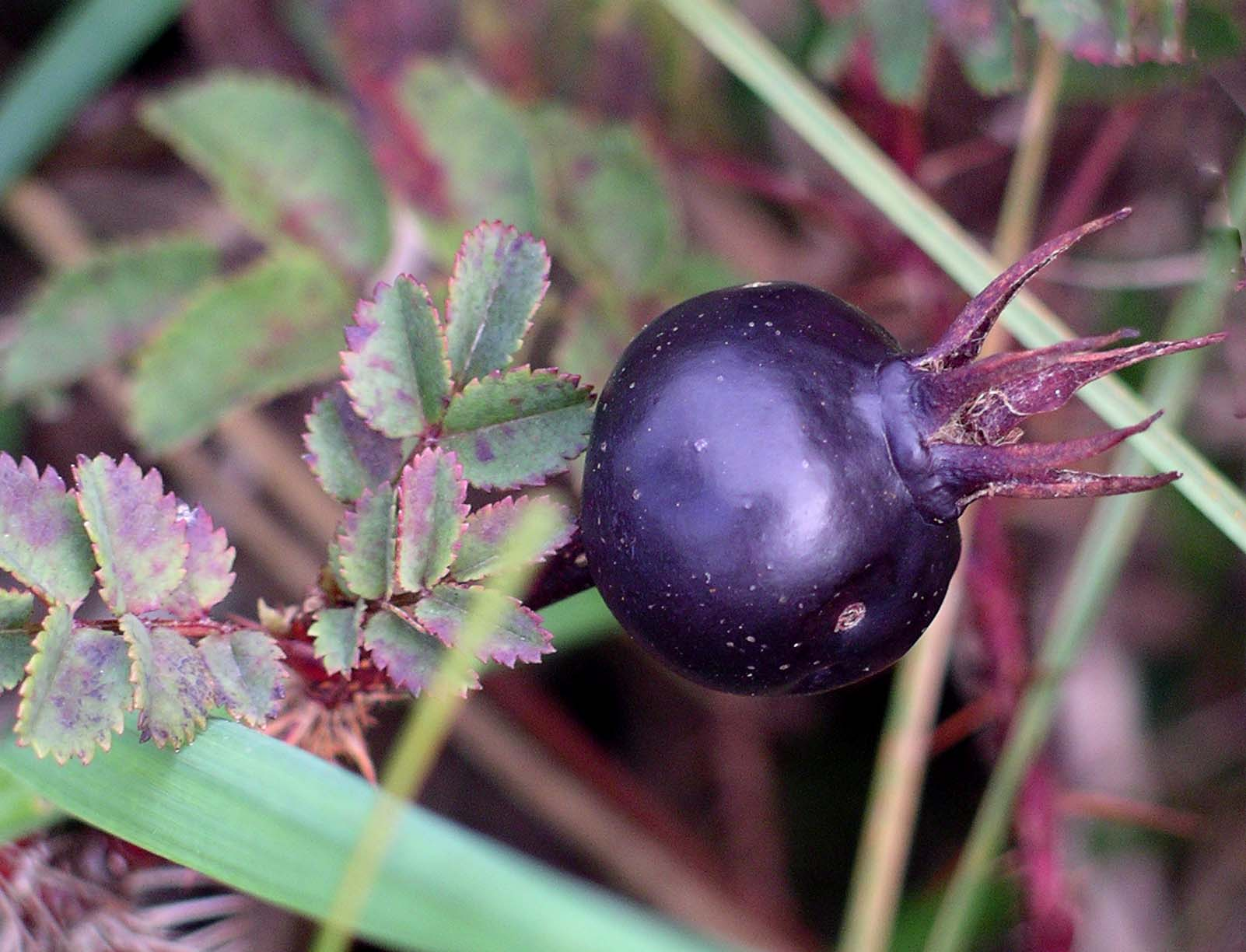
Černý šípek růže bedrníkolisté (Rosa pimpinellifolia)
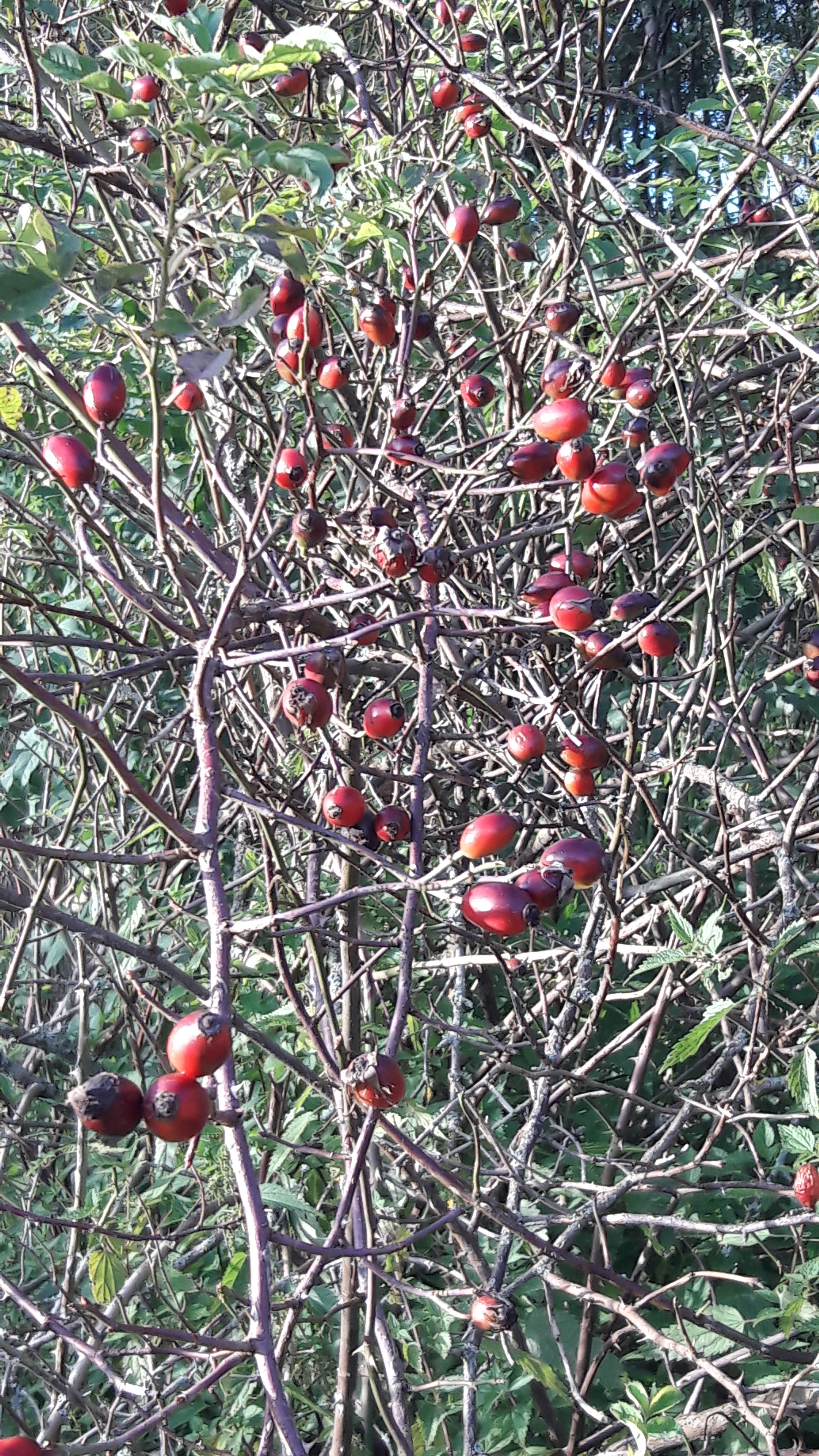
Šípky na keři
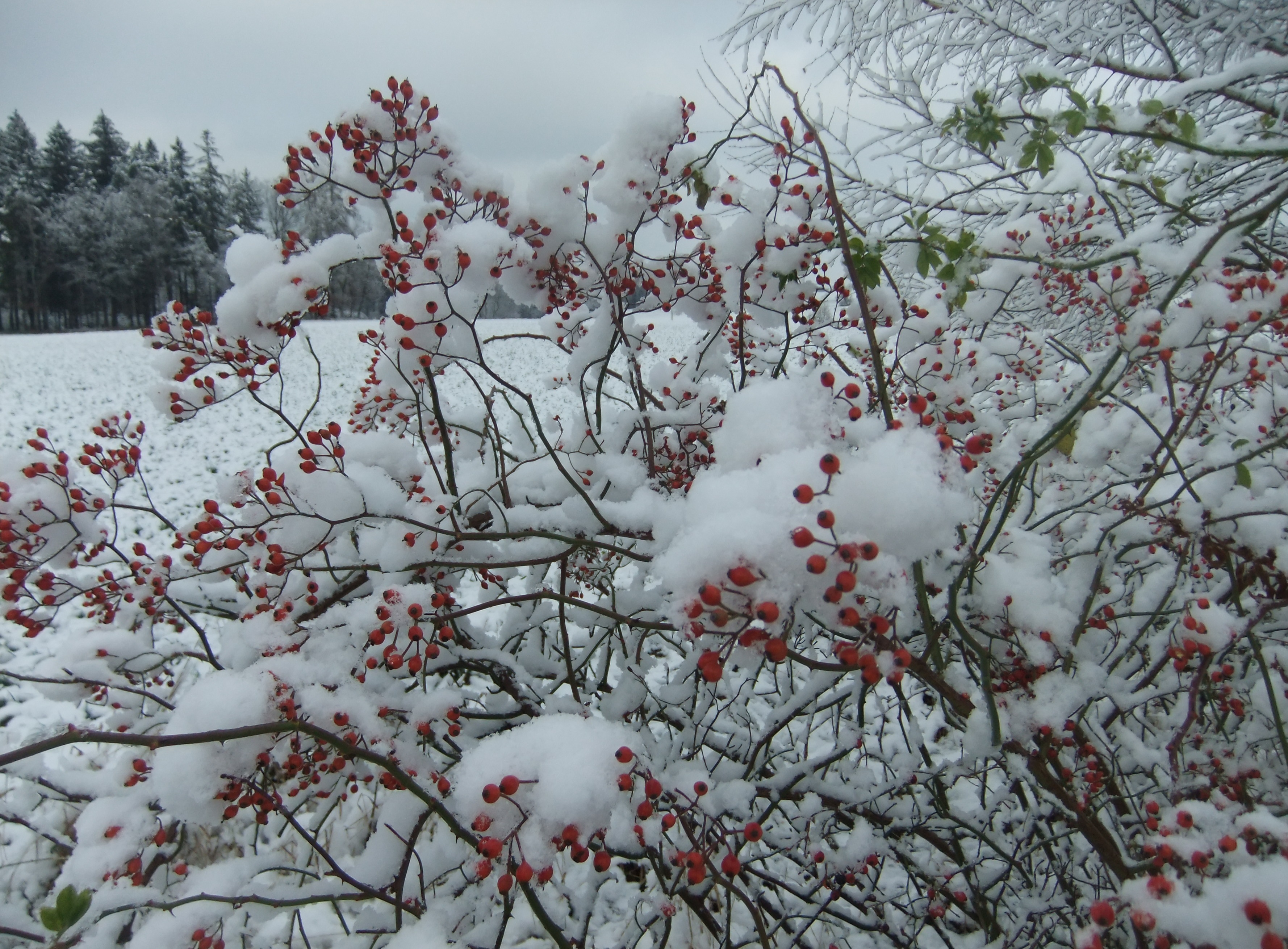
Šípky růže mnohokvěté (Rosa multiflora) jsou drobné

## Význam šípků
Latinský název pro šípky růže šípkové je Fructus cynosbati. Mají vysokou hodnotu vitamínu C a A, obsahují i vitamíny K, B1, B2 a B3.
Jejich příznivé působení popisuje už anglosaský herbář z 11. století, šípky bývaly nedílnou součástí lidového léčitelství.
Z dužniny souplodí této rostliny lze uvařit šípkový čaj, který je v zimním období cenným zdrojem vitamínu C. Z  plodů lze vyrobit víno, šípkovou marmeládu a nebo sirup. Sirup se dříve vyráběl i z korunních plátků růží, pomáhal prý při horečkách a ledvinových chorobách. Díky kombinaci vápníku, rutinu a vitaminu C jsou šípky nejlepším přírodním lékem proti paradentóze a onemocnění dásní.
Nejlepší období pro sběr šípků je po prvním mrazíku, kdy jsou plody nejsladší. Sbírat se mají vyzrálé a dobře vybarvené šípky bez stopek. Po vyluhování čaje může jemné chmýří ze semen vyvolat svědění sliznic v ústech a v krku, proto by se ke scezení mělo použít co nejjemnější sítko, příp. pláténko.
Z šípků se připravuje také šípková omáčka, podávaná např. ke kančímu masu.

## Obsah vitamínu C
| Vědecký název              | Český název   | C (mg/100g) |
| -------------------------- | ------------- | ----------- |
| Rosa pendulina (R. alpina) | růže převislá | 1800        |
| R. cinnamomea              | r. májová     | 1700        |
| R. moyesii                 | r. Moyesova   | 1700        |
| Rosa villosa (R. pomifera) | r. měkká      | 1400        |
| R. gallica                 | r. galská     | 1300        |
| R. glauca                  | r. sivá       | 1300        |
| R. rugosa                  | r. svraskalá  | 900         |
| R. canina                  | r. šípková    | 800         |